# Lijst van staatshoofden van Montenegro
Hieronder volgt een lijst van staatshoofden van Montenegro. Voor eerdere heersers over het gebied van het huidige Montenegro, zie Zeta.

## Staatshoofden van Montenegro (1516-heden)

### Prins-bisschoppen (Vladika's) (1516-1852)

#### Verschillende huizen (1516-1696)
| Monarch                           | Regeringsperiode |
| --------------------------------- | ---------------- |
| Vavil Bisschop sinds 1493         | 1516-1520        |
| German II                         | 1520-1530        |
| Pavle                             | 1530-1532        |
| Vasilije I                        | 1532-1540        |
| Nikodim                           | 1540             |
| Romil                             | 1540-1559        |
| Makarije                          | 1560-1561        |
| Ruvim I                           | 1561-1569        |
| Pahomije II Komanin               | 1569-1579        |
| Gerasim                           | 1575/1579-1582   |
| Venajamin                         | 1582-1591        |
| Nikanor                           | 1591-1593        |
| Stepan regeerde samen met Nikanor | 1591-1593        |
| Ruvim II Boljević                 | 1593-1636        |
| sede vacante                      | 1636-1639        |
| Mardarije I Kornečanin            | 1639-1649        |
| Visarion I                        | 1649-1659        |
| Mardarije II Kornečanin           | 1659-1673        |
| Ruvim III Boljević                | 1673-1685        |
| Vasilije II Velikrasić            | 1685             |
| Visarion II Banjica               | 1685-1692        |
| sede vacante                      | 1692-1694        |
| Sava I Kaluđerović                | 1694-1696        |

#### Huis Petrović-Njegoš (1696-1852)
| Monarch | Monarch                                                 | Regeringsperiode |
| ------- | ------------------------------------------------------- | ---------------- |
|         | Danilo I Petrović-Njegoš (1675-1735)                    | 1696-1735        |
|         | Sava II (1702-1782)                                     | 1735-1782        |
|         | Vasilije III (1717-1766) regeerde samen met Sava II     | 1750-1766        |
|         | Peter I (1747-1830)                                     | 1782-1830        |
|         | Peter II (1813-1851)                                    | 1830-1851        |
|         | Danilo II (1826-1860) werd in 1852 vorst van Montenegro | 1851-1852        |

### Vorsten (1852-1910)
| Monarch | Monarch                              | Regeringsperiode |
| ------- | ------------------------------------ | ---------------- |
|         | Danilo II van Montenegro (1826-1860) | 1852-1860        |
|         | Nicolaas I (1841-1921)               | 1860-1910        |

### Koningen (1910-1918)
| Monarch | Monarch                | Regeringsperiode |
| ------- | ---------------------- | ---------------- |
|         | Nicolaas I (1841-1921) | 1910-1918        |

Vlag van koning Nicolaas I van Montenegro

In 1918 werd Montenegro bezet door Servische troepen en bij het Koninkrijk der Serven, Kroaten en Slovenen gevoegd. In 2006 werd het land weer onafhankelijk.